# Szkło-Starzyska
Szkło-Starzyska (ukr. Шкло-Старжиська, ros. Шкло-Старжиска) – stacja kolejowa w miejscowości Starzyska, w rejonie jaworowskim, w obwodzie lwowskim, na Ukrainie.
Na tej stacji kończy się sieć trakcyjna biegnąca od Zatoki. Obecnie jest to również stacja końcowa dla połączeń pasażerskich.

## Historia
Przed II wojną światową istniał przystanek kolejowy Szkło-Starzyska. Położony był on w innym miejscu (kilkaset metrów na wschód), na dawnym szlaku linii.